# 涅瓦區 (秘魯)
4°34′59″S 77°54′00″W / 4.58306°S 77.90000°W
涅瓦區（西班牙語：Distrito de Nieva）是秘魯的一個區，位於該國北部亞馬遜大區的孔多爾坎基省，始建於1984年5月18日，面積4,485平方公里，海拔高度230米，2005年人口23,526，人口密度每平方公里5.2人。